# Primas Dalmacije i cijele Hrvatske
Primas Dalmacije i čitave Hrvatske (lat. Dalmatiae ac totius Croatiae primas), visoki crkveni naslov kojeg su nosili splitski nadbiskupi i metropoliti od srednjeg vijeka do 1828. godine, kada je,  bulom Locuum beati Petri pape Lava XII. (1823. – 1829.) ukinuta Splitska nadbiskupija i metropolija i snižena na razinu biskupije te pripojena novouspostavljenoj Zadarskoj nadbiskupiji i metropliji. Naslov primasa uglavnom pripada najstarijoj biskupiji, odnosno nadbiskupiji na nekom državnom teritoriju.
Splitski nadbiskup je, kao primas, imao vrhovni autoritet ne samo nad biskupijama svoje metropolije, što u svojoj ovlasti ima svaki metropolit, već i nad drugim metropolijama na teritoriju neke države. Međutim, ovlasti splitskog nadbiskupa kao primasa, bile su više privilegij, a teoretski je imao pravo sazivanja i predsjedanja nacionalnim sinodama, krunidbe kralja i pravo saslušanja žalbe svojih metropolita.
Splitski je nadbiskup dobio čast metropolita na splitskim crkvenim saborima 925. i 928. godine, premda postoji tvrdnja da je tom prilikom zapravo zadobio i čast primasa. Prvi splitski nadbiskup koji je potvrđeno koristio naslov primasa Dalmacije i cijele Hrvatske bio je Bernard I. (1199. – 1217.). Posljednji nositelj naslova primasa bio je splitski nadbiskup i metropolit Lelije Cipiko (1784. – 1807.).